# لیپید اتری

ساختار یک فسفولیپید اتر. اتر در موقعیت ۱ و ۲ قرار دارد.

پلاسمالوژن. اتر در موقعیت ۱ و استر در موقعیت ۲ قرار دارد.

فاکتور فعال‌کننده پلاکتی. اتر در وقعیت ۱ و گروه استیل در موقعیت ۲ قرار دارد.

از نظر کلی شیمی آلی، یک لیپید اتر به معنای پل اتر بین یک گروه آلکیل (یک لیپید) و یک گروه آلکیل یا آریل نامشخص (نه لزوماً گلیسرول) است. اگر گلیسرول درگیر باشد، این ترکیب گلیسیریل اتر نامیده می‌شود که ممکن است به شکل یک آلکیل گلیسرول یا یک آلکیل آسیل گلیسرول یا در ترکیب با یک گروه فسفاتید، یک فسفولیپید باشد.
از نظر بیوشیمی، یک لیپید اتر معمولاً به گلیسروفسفولیپید‌های گوناگون اشاره می‌کند که به آن‌ها فسفولیپید نیز گفته می‌شود که در آن موقعیت sn-1 بنیان گلیسرول دارای یک لیپید متصل‌شده توسط یک پیوند اتر و یک لیپید متصل به موقعیت sn-2 از طریق یک گروه آسیل است. این در تضاد با گلیسروفسفولیپیدهای معمول‌تر، ۱٬۲-دی‌اسیل-اس‌ان-گلیسرول (DAG) است که در آن بنیان گلیسرول موقعیت‌های sn-1 و sn-2 دارای زنجیره‌های آسیل متصل‌شده توسط پیوندهای استر هستند. لیپید اتر همچنین ممکن است به آلکیل‌گلیسرول‌ها، مانند الکل‌های کیمیل (۱۶:۰)، باتیل (۱۸:۰)، و سلاچیل (۱۸:۱ n-۹)، با چربی متصل به اتر بر روی موقعیت sn-1، و دو موقعیت دیگر بر روی بنیان گلیسرول خالی، اشاره داشته باشد.

## گونه‌ها
دو گونه لیپید اتر وجود دارد: پلاسمانیل-فسفولیپید و پلاسمنیل-فسفولیپید. پلاسمانیل-فسفولیپیدها در موقعیت sn-1 به یک گروه آلکیل پیوند اتر دارند. پلاسمنیل-فسفولیپیدها دارای یک پیوند اتر در موقعیت sn-1 به یک گروه آلکنیل، ۱–۰-آلک-۱‘-انیل-۲-آسیل-اس‌ان-گلیسرول (AAG) هستند. گونه اخیر پلاسمالوژن نامیده می‌شود.
فاکتور فعال‌کننده پلاکتی (PAF) یک لیپید اتر است که به جای یک زنجیره آسیل در موقعیت دوم (SN-2) دارای یک گروه استیل است.

## زیست‌ساخت
تشکیل پیوند اتر در پستانداران به دو آنزیم دی‌هیدروکسی‌استون‌فسفات آسیل‌ترانسفراز (DHAPAT) و آلکیل‌دی‌هیدروکسی‌استون‌فسفات سنتاز (ADAPS) نیاز دارد که در پراکسی‌زوم قرار دارند. بر این اساس، نقایص پراکسی‌زومی اغلب منجر به اختلال در ساخت لیپید اتر می‌شود.
مونوالکیل‌گلیسرول اترها (MAGE) نیز از ۲-استیل MAGE (پیش‌سازهای PAF) توسط KIAA1363 ساخته می‌شوند.

## کارکرد

### ساختاری
پلاسمالوژن‌ها و برخی لیپیدهای ۱-O-آلکیل در همه جا و گاهی بخش‌های فراوانی از غشاهای یاخته‌ای در پستانداران و باکتری‌های بی‌هوازی هستند. در باستانیان لیپید اترها مهم‌ترین چربی‌های قطبی موجود در پوشش یاخته هستند و فراوانی آن‌ها یکی از مهم‌ترین ویژگی‌هایی است که این گروه از پروکاریوت‌ها را از باکتری‌ها جدا می‌کند. در این سلول‌ها، دی‌فیتانیل‌گلیسرولیپیدها یا تترآترهای ماکروسایکل دو قطبی می‌توانند «لایه‌های دوتایی» کووالانسی تشکیل دهند.

### پیام‌رسان ثانویه
تفاوت میان کاتابولیسم گلیسروفسفولیپید اترها توسط فسفولیپازهای ویژه ممکن است در تولید سامانه‌های پیام‌رسان ثانویه لیپیدی مانند پروستاگلاندین‌ها و اسید آراشیدونیک که در انتقال پیام مهم هستند، نقش داشته باشد. لیپید اترها همچنین می‌توانند مستقیماً در سیگنال‌دهی یاخته نقش داشته باشند، چرا که فاکتور فعال‌کننده پلاکتی یک مولکول سیگنال‌دهنده لیپید اتر است که در کارکرد گلبول‌های سفید در دستگاه ایمنی پستانداران نقش دارد.

### آنتی‌اکسیدان
یکی دیگر از کارکردهای احتمالی لیپید اترهای پلاسمالوژن، ویژگی آنتی‌اکسیدانی آن‌ها است، زیرا در برابر استرس اکسیداتیو در کشت یاخته اثرهای حافظتی نشان می‌دهند و بنابراین این لیپیدها ممکن است در متابولیسم لیپوپروتئین سرم نقش داشته باشند. این فعالیت آنتی‌اکسیدانی ناشی از پیوند دوگانه اتر انول است که توسط گونه‌های اکسیژن فعال مورد هدف قرار می‌گیرد.

## آنالوگ‌های لیپید اتر مصنوعی
آنالوگ‌های لیپید اتر مصنوعی دارای ویژگی‌های سیتواستاتیک و سیتوتوکسی هستند که احتمالاً با برهم زدن ساختار غشایی به عنوان بازدارنده آنزیم آنزیم‌های درون مسیرهای انتقال سیگنال، مانند پروتئین کیناز سی و فسفولیپاز سی عمل می‌کنند.
میلتفوسین آنالوگ لیپید اتر سمی به تازگی به عنوان درمانی خوراکی برای بیماری گرمسیری لیشمانیاز که ناشی از انگلی پروتوزوئا به نام لیشمانیا است که لیپید اتر بسیاری در غشاهای آن دیده می‌شود، معرفی شده‌است.